# Jungfernkinder
Die Jungfernkinder (Archiearinae) sind eine kleine Unterfamilie der Spanner (Geometridae), die zu den Nachtfaltern gerechnet werden. Die Falter der wenigen Vertreter der Archiearinae sind jedoch alle tagaktiv und erscheinen bereits früh im Jahr.

## Merkmale
Die mittelgroßen Falter sind überwiegend braun, braunschwarz mit gelblich bis orange-schwarzen Hinterflügeln. Kopf, Brust, Hinterleib und Beine sind stark behaart. Die Augen sind klein. Der Rüssel ist kurz und spiralig. Die Raupen besitzen noch acht Beinpaare, wenn auch die Bauchbeinpaare rudimentär sind. Die Puppen überwintern und schlüpfen im Frühjahr. Sie können jedoch auch einen Winter überliegen und erst im übernächsten Frühling schlüpfen.
Viele Merkmale sind vermutlich plesiomorph, wie beispielsweise die Anzahl der Bauchbeine und die Flügeladerung. Daher betrachtet man die Archiearinae als die ursprünglichste Gruppe der Spanner.

## Lebensweise
Die ersten Jungfernkinder kann man in Mitteleuropa in günstigen Jahren schon Ende Februar finden. Die Hauptflugzeit der Falter ist jedoch März und April. Die Raupen der Jungfernkinder leben in Mitteleuropa auf verschiedenen Laubbäumen (Pappeln, Birken, Weiden, Buchen).

## Systematik
Die Jungfernkinder wurden ursprünglich als eigenständige Familie (Brephidae) betrachtet und in die Nähe der Eulenfalter (Noctuidae) gestellt. Später wurden sie von Prout (1912) als Unterfamilie (Brephinae) den Spannern zugerechnet. Der Gattungsname Brephos ist ungültig, daher schlug Fletcher (1953) den neuen Namen Archiearinae vor, der sich eingebürgert hat.
Die Unterfamilie Archiearinae ist weltweit mit sechs Gattungen und 13 Arten vertreten. In Europa wurden bisher fünf Arten nachgewiesen, weitere Vertreter leben in den südlichen Anden, zwei weitere Gattungen sind in der Holarktis beheimatet.
- Gattung Archiearides  Fletcher, 1953
  - Archiearides fidonioides (Butler, 1882)
  - Archiearides pusilla (Butler, 1882)
- Gattung Archiearis Hübner, 1823
  - Archiearis infans (Möschler, 1862)
  - Großes Jungfernkind (Archiearis parthenias (Linnaeus, 1761))
- Gattung Boudinotiana Leraut, 2002
  - Boudinotiana hodeberti Leraut, 2002
  - Mittleres Jungfernkind (Boudinotiana notha (Hübner, 1803))
  - Kleines Jungfernkind (Boudinotiana puella (Esper, 1787))
  - Boudinotiana touranginii (Berce, 1870)
- Gattung Caenosynteles Dyar, 1912
  - Caenosynteles haploaria  Dyar, 1912
- Gattung Lachnocephala Fletcher, 1953
  - Lachnocephala vellosata Fletcher, 1953
- Gattung Leucobrephos Grote, 1874
  - Leucobrephos middendorfii (Ménétriés, 1858) (mit den Unterarten L. m. nivea Kozhantshikov, 1924 und L. m. ussuriensis Moltrechth, 1914)
  - Leucobrephos brephoides (Walker, 1857)
  - Leucobrephos mongolicum Vojnits, 1977

Die in Tasmanien beheimateten Gattungen Acalyptes Turner, 1926 und Dirce Prout, 1910, die früher zu den Archiearinae gestellt wurden, wurden von McQuillan (2003) zu den Ennominae transferiert.

### Online
- Natural History Museum Lepidoptera Genus Database Subfamily Archiearinae